# Adelpha epione
Adelpha epione is een vlinder uit de onderfamilie Limenitidinae van de familie Nymphalidae. De wetenschappelijke naam van de soort werd als Nymphalis epione in 1824 gepubliceerd door Jean-Baptiste Godart.